# سكوت إيدلمان
سكوت إيدلمان (بالإنجليزية: Scott Edelman)‏ (31 مارس 1955)؛ صحفي، كاتب وروائي أمريكي.